# Theo Boone und der unsichtbare Zeuge
Theo Boone und der unsichtbare Zeuge (Originaltitel: Theodore Boone – Kid Lawyer) ist ein im Jahr 2010 veröffentlichter Roman von John Grisham. Es ist sein erstes Jugendbuch und soll der erste Teil einer Jugendbuchreihe sein.

## Inhalt
Theodore Boone ist der 13-jährige Sohn eines Anwalts aus Strattenburg in den Südstaaten. Für sein Hobby – Gerichtsverhandlungen – vernachlässigt er bisweilen die Schule. Als im sonst eher beschaulichen Strattenburg ein Mord geschieht, stellt Theodore Nachforschungen an. Es zeichnet sich zunächst ab, dass dem Verdächtigen Peter Duffy der Mord an seiner Frau nicht nachgewiesen werden kann, doch dann gerät Theodore auf die Spur eines Augenzeugen.

## Kritik
- „‹Kinderanwalt› Theodore Boone ist durchaus ambivalent und streckenweise etwas nervig. Den 13-Jährigen könnte man auch einen Streber oder Besserwisser nennen – also nicht gerade das, was bei Jugendlichen super gut ankommt. Strebsam, ehrgeizig, mit starker Eltern-Bindung, ein Söhnchen aus gutem Hause. Dennoch: Grisham fängt sie alle ein – auch 12 bis 16-Jährige wollen nach ein paar Seiten wissen, wie es mit dem spannenden Fall weitergeht.“ – Frankfurter Rundschau[2]
- „Of course Grisham can write. He’s a master of his craft, and there’s much to like about Theodore Boone. It's very readable but, despite the boy himself being in the middle of the story, he isn’t really at the heart of the action. Why? Because there is no real action, apart from the turning wheels of justice. Let’s hope in the next book there’s more of a real sense of personal danger and urgency, not just lawyer talk.“ – Philip Ardagh, The Guardian[3]

## Ausgaben
- Theodore Boone – Kid Lawyer, Dutton’s Children’s Books (USA).
- Theodore Boone – Young Lawyer, Hodder & Stoughton (GB).
- Theo Boone und der unsichtbare Zeuge, Deutsch von Imke Walsh-Araya, Heyne.
- Theo Boone und der unsichtbare Zeuge, gelesen von Oliver Rohrbeck, cbj audio.